# Сюй Цилян
Сюй Циля́н (кит. упр. 许其亮, пиньинь Xǔ Qíliàng; 29 марта 1950, пров. Шаньдун — 2 июня 2025) — китайский генерал-полковник авиации, член Политбюро ЦК КПК с 2012 года. Один из двух заместителей председателя КНР Си Цзиньпина в Центральном военном совете с 2012/2013 годов (член с 2007 года). В 2007—2012 гг. главнокомандующий ВВС НОАК. Его указывают как первым лётчиком в Политбюро, так и первым генералом ВВС — зампредом Центрвоенсовета.
Член КПК с июля 1967 года, член ЦК КПК с 16 созыва (кандидат в члены с 14 созыва), член Политбюро 18—19 созывов.
Генерал-майор (июнь 1991), генерал-лейтенант (июль 1996), трёхзвёздочный генерал ВВС НОАК (20.06.2007).

## Биография
По национальности ханец. Родился в бедной крестьянской семье, некоторые источники его ошибочно относили к «красным принцам».
На службе в ВВС НОАК с июля 1966 года. В 1966—67 годах обучался в подготовительной школе № 1 ВВС НОАК, в 1967—68 годах обучался в авиационной школе № 8 ВВС НОАК, в 1968—69 годах обучался в авиационной школе № 5 ВВС НОАК.
С 1969 по 1983 год прошёл путь от пилота до заместителя командира авиационной дивизии.
В 1982 году обучался в Командном колледже ВВС НОАК.
В 1983—1984 годах — командир авиационной дивизии. В 1984 году заместитель командующего авиационным корпусом.
С 1985 по 1988 год начальник штаба Шанхайского командного пункта ВВС. Одновременно в 1986—1988 годах проходил базовый курс в Нацуниверситете обороны.
В 1988—1989 годы — и. о. командующего, в 1989—1990 годы — начштаба, в 1990—1993 годы — командующий 8-й армией ВВС. С 1993 года — заместитель, в 1994—1999 годах — начштаба ВВС. В 1999—2004 годах — заместитель командующего — командующий ВВС Шэньянского военного округа. В 2004—2007 годах — заместитель начальника Генерального штаба НОАК. В 2007—2012 годы — главнокомандующий ВВС НОАК.

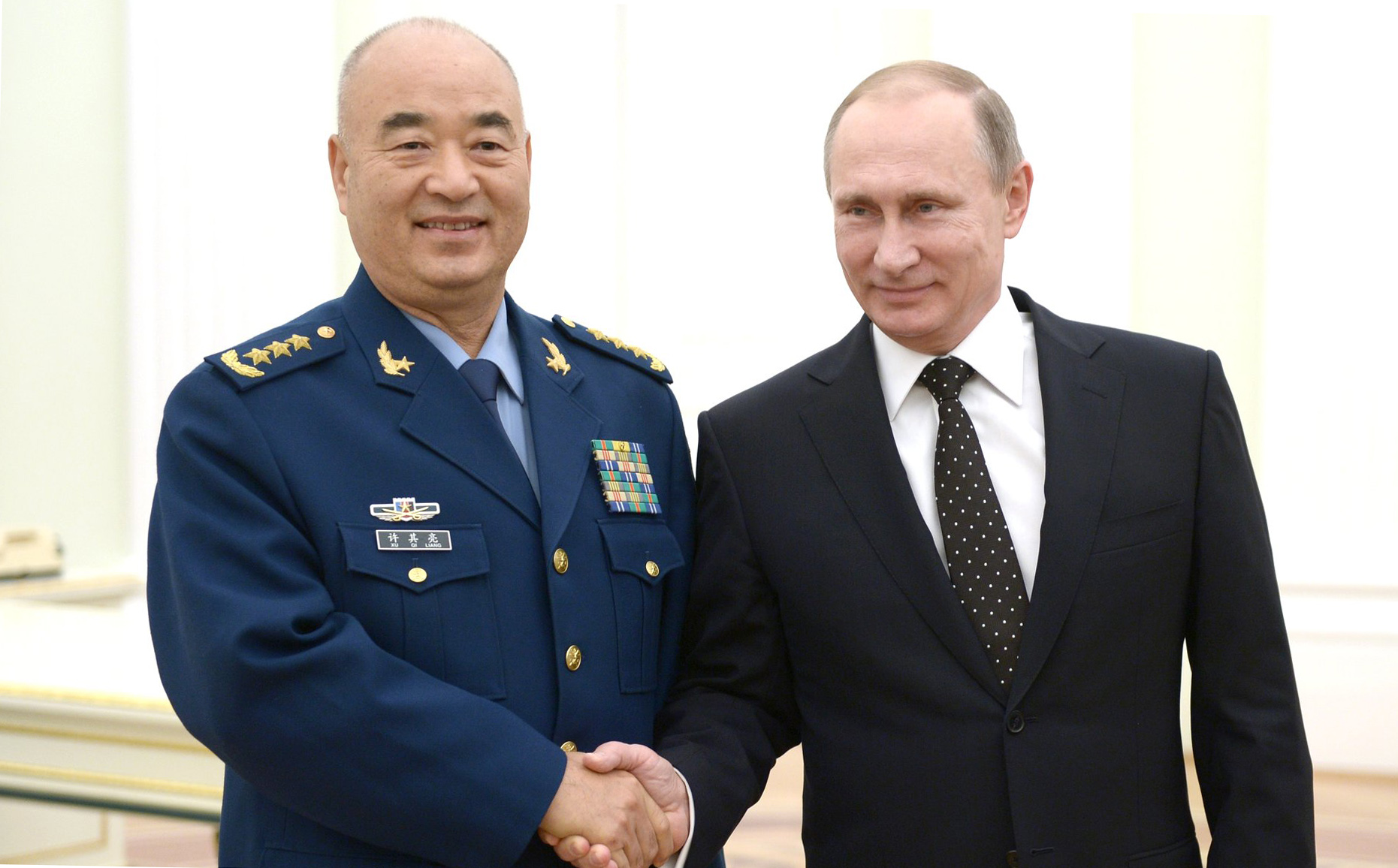
Встреча с Президентом России Владимиром Путиным, 17 ноября 2015 года

В ноябре 2012 года на 7-м пленуме ЦК КПК 17-го созыва, прошедшем накануне 18 съезда КПК, Сюй Цилян и Фань Чанлун были кооптированы в состав Центрального военного совета КПК в качестве заместителей председателя. Отмечается, что это назначение произошло не по протоколу — новыми членами Политбюро 18 созыва, а упреждающе генсеком Ху Цзиньтао, чьим выдвиженцем указывал Сюя ведущий научный сотрудник ИДВ РАН А. В. Семин ранее.
С 15 марта 2013 года Сюй Цилян и Фань Чанлун также утверждены заместителями председателя ЦВС КНР.
В 2018 году Сюй переизбран на этом посту (другим же зампредом стал генерал Чжан Юся).
Самый пожилой член Политбюро ЦК КПК 19-го созыва.
Проводя инспекцию сил НОАК в январе 2013 года, заявил необходимость прилагать усилия для создания мощной армии, которая в случае необходимости решительно защитит страну.
В феврале 2013 он выступил с заявлением, что НОАК должна укреплять веру в марксизм и социализм с китайской спецификой, а также доверие к ЦК КПК.
В 2015 году принимался В. Путиным в Кремле.
Неоднократно встречался с Сергеем Шойгу.
В 2019 году в Исламабаде встречался с президентом и премьер-министром Пакистана Арифом Алви и Имраном Ханом.

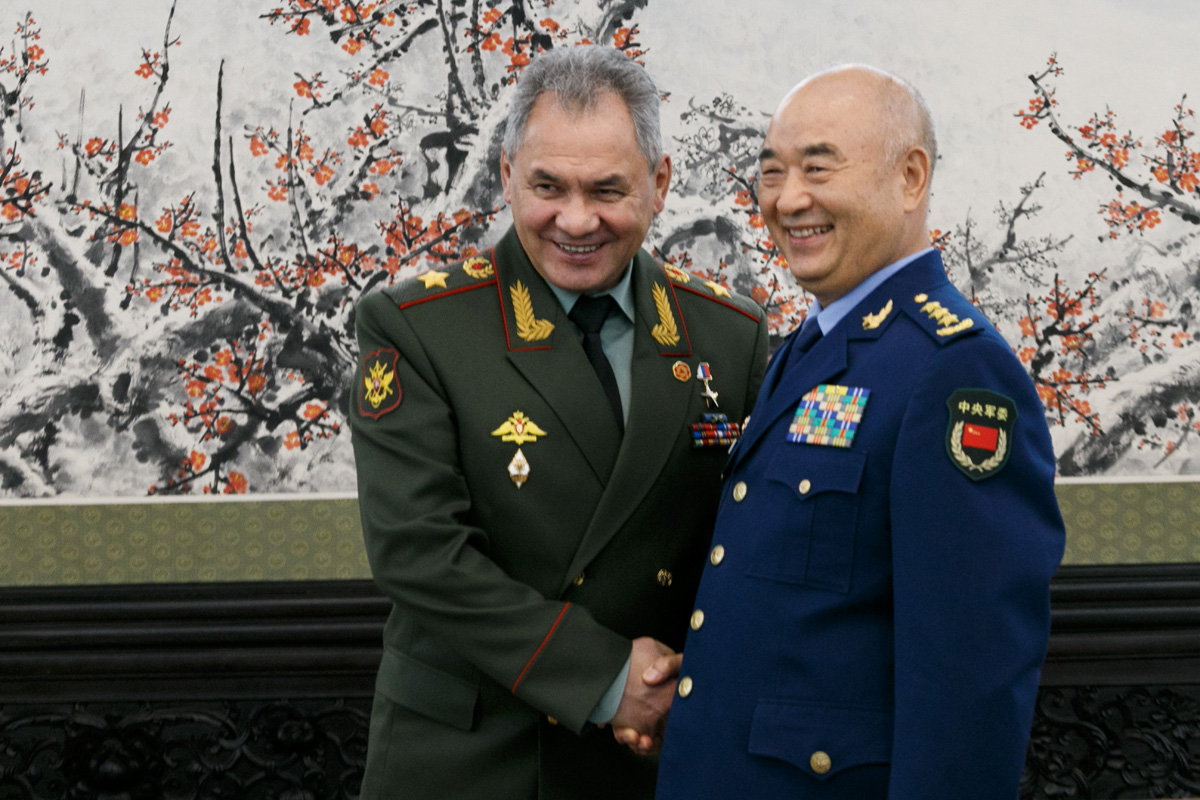
Встреча с министром обороны России Сергеем Шойгу, 24 апреля 2018 года

По утверждению Александра Габуева: «Сюй считается протеже Цзян Цзэминя — он служил в конце 1980-х начальником штаба ВВС в Шанхае, когда Цзян возглавлял горком. Экстраординарное продвижение Сюй Циляна в партии в 1990-е годы, когда генсеком КПК был Цзян, также свидетельствует об их близости. В 1992 году Сюй стал кандидатом в члены ЦК в чине генерал-майора. А через пять лет уже генерал-лейтенантом он вошел в состав ЦК (также кандидатом в члены — прим. Википедии)».
В то же время отмечается, что Си Цзиньпин, будучи с 1990 года секретарём Фучжоуского (столица пров. Фуцзянь) городского комитета КПК, хорошо ладил там с местным командующим ВВС Сюй Циляном.
Китаисты В. Спивак и Т. Умаров отмечают: «Сюй Циляна принято считать протеже бывшего генсека ЦК КПК Цзян Цзэминя, потому что именно во время правления последнего Сюй взлетел по карьерной лестнице. Однако некоторые связывают его успех с бывшим заместителем главы ЦВС Чжан Чжэнем и самим Си Цзиньпином».
Умер от болезни 2 июня 2025 года в возрасте 75 лет в Пекине. Гонконгская газета Sing Tao Daily со ссылкой на источник сообщила, что у Сюй Циляна случился сердечный приступ во время утренней пробежки и он был срочно доставлен в больницу, но спасти его не удалось.
Он был кремирован во время поминальной службы на революционном кладбище Бабаошань 8 июня, на которой присутствовали высшие партийные и государственные лидеры, включая Си Цзиньпина.

## Награды
- Орден Дружбы народов (1 ноября 2013 года, Беларусь) — за большой личный вклад в развитие и укрепление дружественных отношений и военно-технического сотрудничества между Республикой Беларусь и Китайской Народной Республикой[24].
- В 2017 году принц Мухаммед ибн Салман Аль Сауд от имени короля Саудовской Аравии наградил Сюй Циляна орденом короля Абдель-Азиза[25].